# Blatačko jezero
Blatačko jezero je jezero u Bosni i Hercegovini. Nalazi se na planini Bjelašnici, oko 20 km udaljeno od Konjica. Dužina jezera je oko 400 metara, širina oko 150 metara, a dubina oko 4 metra. Nalazi se na 1150 metara nadmorske visine.